# Lubuski Wawrzyn Literacki
Lubuski Wawrzyn Literacki – nagroda przyznawana corocznie od 1995 roku (wtedy przyznano Wawrzyny za rok 1994) dla twórców związanych z województwem lubuskim (poprzez urodzenie, zamieszkanie albo wydanie książki w lubuskim wydawnictwie). Organizatorami są: Wojewódzka i Miejska Biblioteka Publiczna im. Cypriana Norwida w Zielonej Górze oraz Wojewódzka i Miejska Biblioteka Publiczna im. Zbigniewa Herberta w Gorzowie Wielkopolskim. Patronat honorowy sprawują: Wojewoda Lubuski, Marszałek Województwa Lubuskiego, Prezydent Miasta Zielona Góra, Prezydent Miasta Gorzowa Wielkopolskiego. Partnerami są m.in. Związek Literatów Polskich Oddział w Zielonej Górze i Uniwersytet Zielonogórski.
Kapituła
- proza: Wojciech Browarny (przewodniczący), Karol Maliszewski, Andrzej Draguła
- poezja: Małgorzata Mikołajczak (przewodnicząca), Wojciech Ligęza, Marian Kisiel[1]

## Laureaci
- 1994 – poezja: Krzysztof Fedorowicz, Apokryfy i fragmenty (And, Zielona Góra 1994); proza: Janusz Koniusz, Kamień z serca (WiMBP, Zielona Góra 1994)[2]
- 1995 – poezja: Mieczysław J. Warszawski, Cztery ściany bezdomności (WiMBP, Zielona Góra 1995); proza: Czesław Markiewicz, Made in Life (And, Zielona Góra 1995)[3]
- 1996 – poezja: Czesław Sobkowiak, Wybór wierszy (Miniatura, Kraków 1996); proza: Michał Kaziów, Piętna miłości (Pro Libris, Zielona Góra 1996)[4]
- 1997 – poezja: Wojciech Śmigielski, List do samego siebie (Pro Libris, Zielona Góra 1997); proza: Mirosław Kuleba, Niezłomna Czeczenia (Arcana, Kraków 1997)[5]
- 1998 – poezja: Kazimierz Furman, Odmienne stany obecności (Fundacja Kresowa Polonia, Gorzów Wlkp. 1998); proza: Jan Kurowicki, Igraszki ze świętym spokojem. Eseje i czytanki (And, Zielona Góra 1998)[6]
- 1999 – poezja: Zygmunt Kowalczuk, Po tamtej stronie księżyca (WAM, Księża Jezuici, Kraków 1999); proza: Władysław Wilk, Dziennik snajpera (W. Wilk, Zielona Góra 1999)[7]
- 2000 – Krzysztof Fedorowicz, Imiona własne (Wydawnictwo Literackie, Kraków 2000) – proza i Alfred Siatecki, Zmowa pułkowników (Pro Libris, Zielona Góra 2000) – proza[8]
- 2001 – Anna Tokarska, W białym mieszka anioł (And, Zielona Góra 2001) – poezja i Janusz Werstler, Ocalone w słowie (Pro Libris, Zielona Góra 2001) – poezja; wyróżnienie za debiut literacki: Katarzyna Buchwald, Wkładam głowę pod skórę świata (And, Zielona Góra 2001) – poezja[9]
- 2002 – Czesław Sobkowiak, Rozmowa z Rimbaudem (Muzeum Ziemi Lubuskiej, Zielona Góra 2002) – poezja i Mieczysław J. Warszawski, Zaledwie niczyj (Pro Libris, Zielona Góra 2002) – poezja; wyróżnienie za debiut literacki: Joanna Szpak, Ja, Eurydyka (And, Zielona Góra 2002) – poezja[10]
- 2003 – Eugeniusz Kurzawa, Wciąż nowa prywatność (Kropka, Zielona Góra 2003) – poezja i Joanna Pytel, Włócznia słońca (Pro Libris, Zielona Góra 2003) – poezja; honorowy dyplom za całokształt pracy literackiej: Janusz Koniusz[11]
- 2004 – Witold Niedźwiecki, Sodoma, czyli Apokryfy Starego Testamentu (Arsenał, Gorzów Wlkp. 2004) i Zbigniew Kozłowski, Skarb Atamana (Pro Libris, Zielona Góra 2004); wyróżnienie za debiut literacki: Beata Patrycja Klary, Witraże (B.P. Klary, Gorzów Wlkp. 2005) – poezja[12]
- 2005 – Ireneusz K. Szmidt, Ludzkie pojęcie (Arsenał, Gorzów Wlkp. 2005) – poezja i Jacek Uglik, Jeszcze nie całkiem umarły (Portret, Olsztyn 2005) – poezja; wyróżnienia za debiut literacki: Małgorzata Prusińska, Noc jest bezwstydny (Arsenał, Gorzów Wlkp. 2005) – poezja, Małgorzata Stachowiak, O czymś (Liberum Arbitrium, 2005) – poezja i Agnieszka Leśniewska, Dwie rzeczy (Organon, Zielona Góra 2005) – poezja[13]
- 2006 – Henryk Wawrzyniec Kordoń, Kmieć Sokolic z roli, t. 1–3 (Poligrafa Wyższego Seminarium Duchownego, Rzeszów 2006); wyróżnienia: Agnieszka Moroz, Każdy idzie do nieba (Arsenał, Gorzów Wlkp. 2006) – poezja i Małgorzata Mikołajczak za dokonania krytyczno-literackie[14]
- 2007 – Janusz Koniusz, Po wyjściu z Arki (Organon, Zielona Góra 2007) – poezja i Ludwik Ireneusz Lipnicki – Pan Iko. Powieść na wtorek (Arsenał, Gorzów Wlkp. 2007)[15]
- 2008 – Karol Graczyk, Osiemdziesiąt cztery (Arsenał, Gorzów Wlkp. 2008) – poezja i Eugenia Pawłowska – I ja tam byłam... (Kropka, Ochla k/Zielonej Góry 2008) – felietony[16]
- 2009 – Marek Lobo Wojciechowski, Ektoplazma (Rivia, ZLP, Gorzów Wlkp. 2009) – poezja; dyplom za debiut literacki: Dorota Grzesiak, Dla (Liberum Arbitrium, Tuchów 2009); dyplom honorowy za całokształt twórczości: Janusz Werstler[17]
- 2010 – Konrad Wojtyła, Może boże (Instytut Mikołowski, Mikołów 2010) – poezja; dyplom za debiut literacki: Alicja Łukasik, Przebudzenie (Rivia, ZLP, Gorzów Wlkp. 2010) – poezja; dyplom za całokształt twórczości: Czesław Sobkowiak[18]
- 2011 – Beata Patrycja Klary, Zabawa w chowanego (Zeszyty Poetyckie, Gniezno 2011); dyplom za debiut literacki: Paulina Korzeniewska, Usta Vivien Leigh (Bramasole, Rzeszów 2011); dyplom honorowy za całokształt twórczości: Andrzej K. Waśkiewicz[19]
- 2012 – Krzysztof Fedorowicz, Grünberg (Libron, Kraków 2012) – powieść; dyplom za debiut literacki: Artur Wodarski, Chrząszczenie (Miniatura, Kraków 2012); dyplom honorowy za całokształt twórczości: Kazimierz Furman (pośmiertnie)[20]
- 2013 – Mirosław Kuleba, Enographia Thalloris (Fundacja Gloria Monte Verde, Zielona Góra 2013) – eseje; dyplom honorowy za całokształt twórczości: Zdzisław Morawski (pośmiertnie)[21]
- 2014 – Czesław Sobkowiak, Światło przed nocą (Oficyna Wydawnicza Uniwersytetu Zielonogórskiego, Zielona Góra 2014) – poezja; dyplom za debiut literacki: Marek Jurgoński, Mniejsza epopeja (Towarzystwo Miłośników Zielonej Góry „Winnica”, Zielona Góra 2014) – poezja; dyplom honorowy za całokształt twórczości: Anna Tokarska (pośmiertnie)[22]
- 2015 – Beata Patrycja Klary, Obiekty totemiczne (Zaułek Wydawniczy Pomyłka, Szczecin 2015) – poezja; dyplom za debiut literacki: Dana Newelska, Paracynamon (Manufaktura Tekstów, Nowa Sól 2015) – powieść; dyplom za całokształt twórczości: Ireneusz K. Szmidt oraz Mieczysław J. Warszawski (pośmiertnie)[23]
- 2016 – Paulina Korzeniewska, Pogodna biel dobrego samopoczucia (Dom Literatury w Łodzi, Łódź 2016) – poezja; Srebrne Sokole Pióro za debiut literacki: Justyna Koronkiewicz, Szamanka (Grupa Literyczna na Krechę, Fundacja Centrum Rozwoju Kultury i Edukacji, Poznań 2016); Lubuski Laur w kategorii sensacja: Alfred Siatecki, Porąbany (Oficynka, Gdańsk 2016); dyplom honorowy za całokształt twórczości: Henryk Szylkin[24]
- 2017 – Zofia Mąkosa, Wendyjska winnica. Cierpkie grona (Książnica, Oddział Publicat, Wrocław-Poznań 2017); Srebrne Sokole Pióro za debiut literacki: Kalina Moskaluk, Człowiek otwarty (Związek Literatów Polskich O/Gorzów Wlkp., Gorzów Wlkp. 2017); dyplom honorowy za całokształt twórczości: Janusz Koniusz, Alfred Siatecki i Tadeusz Szyfer[25]
- 2018 – poezja: Michał Banaszak, Miejsca (Galeria Literacka przy GSW BWA, Olkusz 2018); proza: Halina Grochowska, Poprawiny (Novae Res, Gdynia 2018); Srebrne Sokole Pióro za debiut literacki: Marek Krukowski, Udręczenie (Marek Krukowski, Zielona Góra 2018); dyplom honorowy za całokształt twórczości: Jerzy Hajduga, Katarzyna Jarosz-Rabiej, Jerzy Gąsiorek, Władysław Klępka, Zbigniew Ryndak[26]
- 2019 – poezja: Marek Lobo Wojciechowski, Dzień kreta (Wydawnictwo Kwadratura, Łódź 2019); proza: Zofia Mąkosa, Wendyjska winnica. Winne miasto (Publicat, Poznań 2019); Srebrne Sokole Pióro za debiut literacki: Hanna Chmielewska, w poszukiwaniu łaski (Liberum Verbum, Wrocław 2019); dyplom honorowy za całokształt twórczości: Leszek Libera, Jolanta Pytel-Marciniszyn, Ireneusz Krzysztof Schmidt[27]
- 2020 – proza: Krzysztof Fedorowicz – Zaświaty. Opowieści o nieprzemijaniu (Wydawnictwo Wysoki Zamek, Kraków 2020); poezja: Czesław Markiewicz – Tropy (Wydawnictwo Adam Marszałek, Toruń 2020); Srebrne Sokole Pióro za debiut literacki: Karol Wojdyło – Figa z pętelką (Związek Literatów Polskich o/Gorzów Wlkp., 2020); dyplom honorowy za całokształt twórczości: Krystyna Caban, Eugeniusz Kurzawa[28]
- 2021 – proza: Alfred Siatecki – Szwindel w Grunbergu (Towarzystwo Miłośników Zielonej Góry „Winnica”, Zielona Góra 2021); poezja: Jarosław Barańczak – Znak (Pro Libris – Wydawnictwo WiMBP im. Cypriana Norwida, Zielona Góra 2021); dyplomy honorowe za całokształt twórczości: Irena Zielińska, Zbigniew Kozłowski; Srebrne Sokole Pióro za debiut literacki: Natalia Haczek Głód (Towarzystwo Miłośników Zielonej Góry „Winnica”, Zielona Góra 2021)[29]. Kapituła (proza): Małgorzata Mikołajczak (przewodnicząca), Justyna Sobolewska, Joanna Szydłowska; Kapituła (poezja): Andrzej Draguła (przewodniczący), Wojciech Browarny, Elżbieta Skorupska-Raczyńska[30]
- 2022 – proza: Waldemar Szymczak – Odwyk [z] dorosłości (Wydawca: Waldemar Szymczak, Gorzów Wielkopolski 2022); poezja: Michał Banaszak – Exit (MaMiKo, Nowa Ruda 2022); dyplomy honorowe za całokształt twórczości: Jerzy Gąsiorek, Barbara Iskra-Kozińska, Maria Szafran; Srebrne Sokole Pióro za debiut literacki: Monika Dziuba vel Maurycy Dudek Przyzwoici ludzie (Wydawca: MaMiKo, Nowa Ruda 2022)[31]
- 2023 – proza: Mariusz Wilk – Procidana (Wydawnictwo: Bogusław Mykietów, Pyrzany 2023); poezja: Konrad Wojtyła – Scherzofrenia (Wydawnictwo: Instytut Mikołowski, Mikołów 2023); dyplomy honorowe za całokształt twórczości: Hanna Bilińska-Stecyszyn, Iwona Małgorzata Żytkowiak, Edward Derylak, Zygmunt Marek Piechocki; Srebrne Sokole Pióro za debiut literacki: Patrycja Mierzejewska Wchłanianie żelaza (Pro Libris – Wydawnictwo WiMBP im. Cypriana Norwida, Zielona Góra 2023)[32]
- 2024 – proza: Marcin Mielcarek – Skoczek (Wydawnictwo Anagram, Warszawa 2024); poezja: Bartosz Konopnicki – Zapisy promieniowania (Wydawnictwo Anagram, Warszawa 2024); Dyplom Honorowy otrzymał pośmiertnie dr Włodzimierz Kwaśniewicz; dyplomy honorowe za całokształt twórczości: Beata Igielska, Tadeusz Kolańczyk, Eugeniusz Kurzawa; Srebrne Sokole Pióro za debiut literacki w kategorii proza: Katarzyna Grabias Banaszewska Geranium (Wydawca: Towarzystwo Miłośników Zielonej Góry „Winnica”, Zielona Góra 2024); Srebrne Sokole Pióro za debiut literacki w kategorii poezja: Agnieszka Tymoszczuk to ciche zwierzę jakie tam w tobie (Pro Libris – Wydawnictwo WiMBP im. Cypriana Norwida, Zielona Góra 2024)[33].